# بوزون‌های دبلیو و زد
بوزون‌های دبیلو و زد بوزون‌های تبادلگر نیروی ضعیف می‌باشند که موجب واپاشی هسته‌اتم‌ها می‌شوند